# James Whitley Deans Dundas
James Whitley Deans Dundas (4 dicembre 1785 – Weymouth, 3 ottobre 1862) è stato un ammiraglio britannico della Royal Navy.
Prese parte alle guerre napoleoniche, prima come giovane ufficiale quando partecipò all'invasione anglo-russa dell'Olanda nell'autunno 1799, e poi come comandante al cantiere di Copenaghen poco dopo la conquista della città nell'agosto 1807. Fu anche deputato whig per Greenwich e per Devizes, prima di diventare primo lord del mare nel luglio 1847 durante il primo governo Russell. Nel 1852 fu nominato comandante in capo del Mediterraneo, e guidò tutte le operazioni navali nel mar Nero compreso il bombardamento di Sebastopoli dell'ottobre 1854, durante la guerra di Crimea.

## Carriera navale
Figlio del dottor James Deans (di Calcutta) e di Janet Dundas, James Deans, come si chiamava allora, si arruolò nella Royal Navy nel marzo 1799. Inizialmente si imbarcò sulla HMS Kent partecipando nell'autunno 1799 all'invasione anglo-russa dell'Olanda, durante la guerra della seconda coalizione. Nel 1802 combatté la nave francese Duguay Trouin e fu coinvolto nella cattura di La Vautour. Promosso tenente il 25 maggio 1805, si unì alla HMS Cambrian con la quale quell'anno catturò tre navi corsare. Dopo aver servito per poche settimane come tenente di bandiera per l'ammiraglio George Berkeley sulla North American Station ed essere stato promosso comandante l'8 ottobre 1806, gli fu assegnato il comando della HMS Rosamond. Fu ferito mentre cercava di spegnere un incendio al cantiere di Copenaghen poco dopo la presa della città, nell'agosto 1807. Promosso capitano il 13 ottobre 1807, assunse per breve tempo il comando della HMS Cambrian. Dopo il matrimonio con Janet Dundas ne prese il cognome nell'aprile 1808.
Nel marzo 1809 gli fu assegnato il comando della HMS Stately, nave ammiraglia del retroammiraglio Thomas Bertie, nella flotta del Baltico. Nel gennaio 1812 assunse il comando della HMS Venerable, prima di passare alla fregata HMS Pyramus nel settembre 1812, con la quale catturò altre due navi corsare. Nell'agosto 1815 passò alla fregata HMS Tagus facente parte della Mediterranean Fleet, e poi alla HMS Prince Regent come capitano di bandiera dell'ammiraglio sir William Parker, comandante della costa del Portogallo nel 1830.
Entrato in politica, Dundas divenne deputato whig per Greenwich alle elezioni del 1832 e, essendo stato anche tenente deputato del Berkshire il 16 giugno 1834, sedette in Parlamento fino alle elezioni del 1835. In seguito gli fu assegnato il comando della HMS Britannia, come capitano di bandiera dell'ammiraglio sir Philip Durham, comandante in capo di Portsmouth nel 1836. Divenne deputato per Devizes nel febbraio 1836 al posto di sir Philip Durham. Diede le dimissioni da deputato quando il 21 marzo 1838 divenne capo d'artiglieria. Il 25 ottobre 1839 gli fu conferito il titolo di Compagno dell'Ordine del Bagno.
Essendo stato nuovamente eletto deputato per Greenwich nel 1841, Dundas divenne quarto lord del mare durante il secondo governo Melbourne nel giugno 1841, ma perse la carica nel settembre 1841 quando decadde il governo. Promosso retroammiraglio il 23 novembre 1841, divenne secondo lord del mare nel primo governo Russell nel luglio 1846 prima di essere nominato primo lord del mare per lo stesso governo nel luglio 1847. Decadde nel febbraio 1852 con la caduta del governo.
Nel 1852 Dundas fu nominato comandante in capo della Mediterranean Fleet, per cui dovette dare le dimissioni dalla Camera dei comuni. Promosso viceammiraglio il 17 dicembre 1852, guidò tutte le operazioni navali nel mar Nero, compreso il bombardamento di Sebastopoli dell'ottobre 1854, durante la guerra di Crimea.
Dundas fece ritorno in Inghilterra nel gennaio 1855, ricevendo l'Ordine di Mejīdiyye turco il 15 maggio 1855, e venendo promosso Cavaliere di Gran Croce dell'Ordine del Bagno il 5 luglio 1855. Fu anche insignito della Gran Croce della Legion d'onore il 30 aprile 1857. Promosso ammiraglio l'8 dicembre 1857, morì a Weymouth nel Dorset il 3 ottobre 1862.

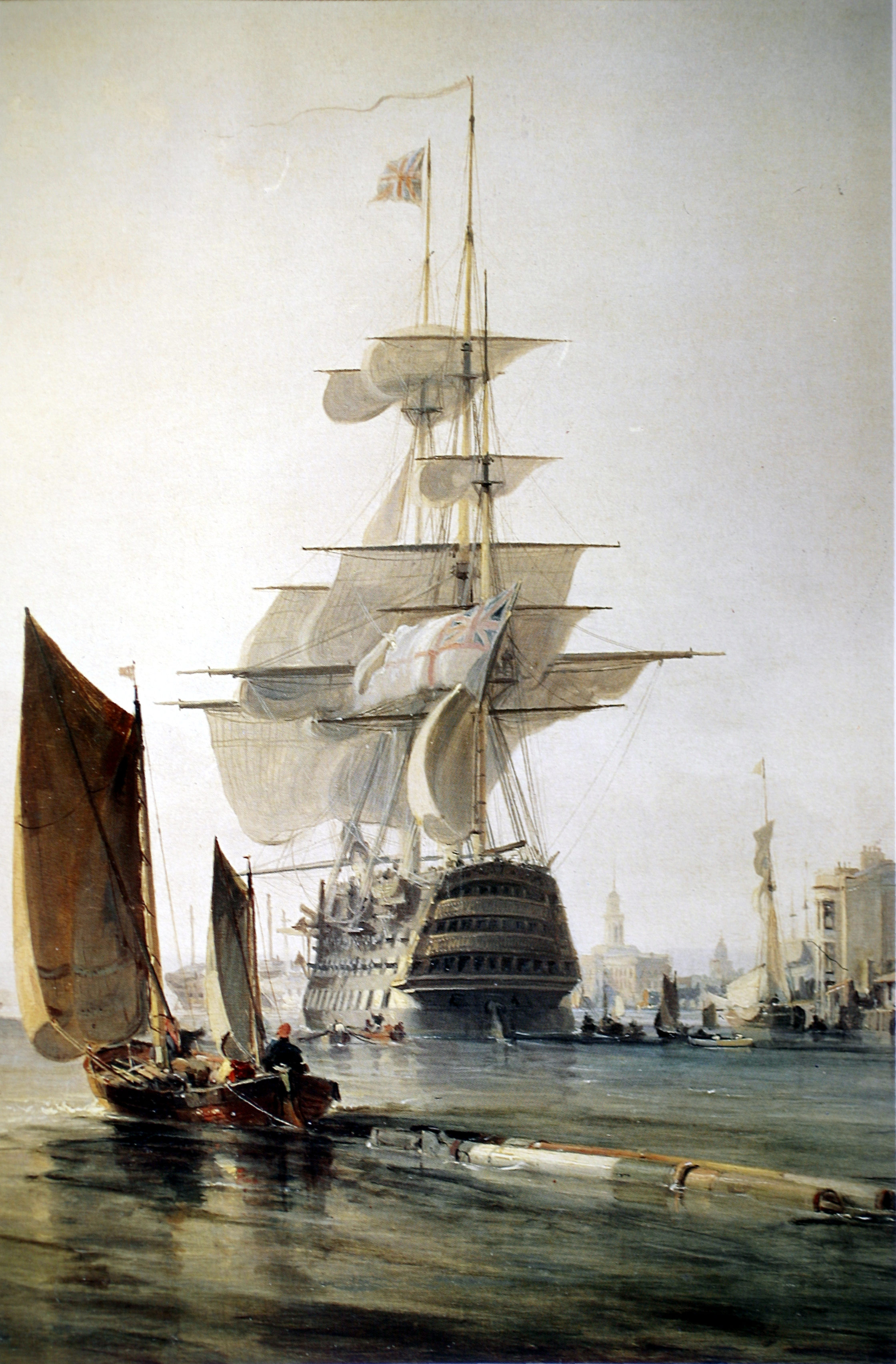
HMS Britannia, una delle navi comandate da Dundas, come capitano di bandiera dell'ammiraglio sir Philip Durham, comandante in capo di Portsmouth

## Famiglia
Il 2 aprile 1808 sposò la cugina di primo grado, Janet, unica figlia ed erede di Charles Dundas, lord Amesbury. La sua prima moglie morì nell'aprile del 1846 e, nell'agosto del 1847, sposò Lady Emily Moreton, quarta figlia di Thomas Reynolds-Moreton, I duca di Ducie. Ereditò dalla prima moglie grandi proprietà in Flintshire e Berkshire (Aston Hall in Flintshire e Barton Court a Kintbury in Berkshire) che, alla sua morte, passarono al nipote Charles Amesbury Deans Dundas, essendo già morto nel 1856 il primogenito di Dundas, Charles Whitley Deans Dundas.